# Афіксоїд
Афіксóїд (лат. affixus — прикріплений, причеплений, грец. oid — «вид, вигляд» — подібний до чогось) — проміжна морфема, частина складного або складноскороченого слова, здебільшого співвідносна з повнозначним словом чи основою, яка повторюється з тим самим значенням у ряді слів і наближається за словотвірними функціями до афіксів.

## Функціональна й семантична близькість
Функціональна й семантична близькість афіксів та афіксоїдів дає їм змогу утворювати синонімічні, часто еквівалентні слова. Паралелізм цих утворень найбільше виявляється серед іменників (бавовнороб — бавовняр), менше серед прикметників (кривоногий — кривий) і рідко серед дієслів (животворити — оживляти).
+Серед афіксоїдів багато запозичених коренів. У них, як і в питомих афіксоїдах, різний ступінь афіксоїдности. Незапозичені корені- афіксоїди активізують здебільшого одну певну позицію в слові (першу або останню), особливо це характерне для еліптичних основ. Так, -нос (від носити), -мір (від міряти) стоять у складному слові тільки в останній позиції.

## Позиція афіксоїдів
Афіксоїди можуть перебувати в різній афіксальній позиції: афіксоїди перед коренем — це префіксоїди, після кореня — суфіксоїди.
1. Суфіксоїди — кореневі морфеми, які стоять у постпозиції щодо кореня і функціонально та семантично співвідносні з суфіксами: -вар-, -коп-, -лам-, -лов-, -мір-, -мет-, -різ-, -роб-, -хід- (каш-о-вар-ᴓ-ᴓ, криг-о-лам-ᴓ-ᴓ)
2. Префіксоїди — кореневі морфеми, які стоять у препозиції щодо кореня і функціонально та семантично співвідносні з префіксами: авіа-, агро-, біо-, макро-, міні-, пан-, полі- (авіа-база, агро-фірма, пол'і-вітаміни).

До складу афіксоїдів зараховують і власне українські, й іншомовні кореневі морфеми (та основи). З-поміж префіксоїдів переважають іншомовні, з-поміж суфіксоїдів — власне українські. Власне укр. префіксоїди все-, напів-, пів-, першо- (всепрощення [все-прошчен'н'а], напів-офіційний) Іншомовні префіксоїди: аван-, авіа-, агро-, ендо-, енто-, кваз'і-, мега-, обер-… (аван-зал-ᴓ, авіа-диспетчер- ᴓ, ендо-кринний, обер-прокурор-ᴓ)
Аналізуємо як звичайні корені.

## Думка дослідників
К. Г. Городенська, досліджуючи префіксоїди, відзначила тенденцію до розвитку префіксоїдів із самостійних коренів на матеріалі питомих українських основ. У функції префіксоїдів, за спостереженням дослідниці, найчастіше вживаються слова з кількісно-оцінним значенням, серед яких прислівники мало, багато, високо, низько, загально, іменники пів-, напів-, займенники все, сам та інші. К. Г. Городенська зазначила, що питомі українські префіксоїди так само, як і запозичені, не досягають рівня абстрагованості значень префіксів, тому що співвідносяться в мові з повнозначними словами.
З. М. Осипенко вважає, що «розвиток префіксоїдів у сучасних східнослов'янських мовах, зокрема в українській, — дуже активний словотвірний процес». На думку авторки, дедалі активніше використовуються морфеми слов'янського походження водо-, тепло-,скло-, світло– і подібні. Також зазначила, що синтаксична залежність між компонентами вихідного словосполучення тут переважно атрибутивна, тому й кожну з основ-префіксоїдів слід кваліфікувати як прикметникову, хоч у ії складі власне прикметникові показники й не зберігаються

## Найпоширеніші префіксоїди[4]
1. Мікро- : а) використовується в значенні «малий»: мікров́ибух; б) пов'язаний з вивченням дуже малих предметів, величин: мікроаналіз, мікрогеометрія.
2. Міні- (скорочення лат. minimalis): найменший серед чогось, найменший з можливих : міні-вен, міні-вірш, міні-маркет і т. д.
3. Мега- : (позначає «великий», «грандіозний», «велетенський»): мегаталант, мегаперевезення, мегашоу.
4. Нано- (позначає {\displaystyle 10^{-9}} або ж одна мільйонна частинка): нанометр, нанотехнології, нанорозмір…
5. Полі- (грец. πολύς — численний): поліетнічність, полімери, політравма, політехнічний…
6. Моно- (грец. μόvος — один, єдиний): монохромний, мономовний, моновистава…
7. Бі- (лат. bis — двічі): білінгвізм, біполярність, бікультурність…
8. Теле- (грец. τήλε — далеко): телевізор, телекамера, телепортація..
9. Кіно- (грец. κιvέω — рухаю): кінематографія, кіногламур…
10. Медіа- (англ. media — засоби, способи): медіафайл, медіасенсація, медіапродукт.

В українському мовознавстві питання префіксоїдів у своїх працях порушував і І. І. Ковалик. Автор зауважив, що кількість префіксів, очевидно, дедалі зростатиме за рахунок префіксоїдів. На думку автора, до поширених у сучасній українській мові префіксоїдів належать нечисленні власне українські все-, напів-, першо-, пів- (всеозброєння, всепрощення; напівжебрак, напівзабуття, напівземлянка; першодрук, першоелемент, першооснова, першотвір; півбарка, півбаркас, піввагон, піввзвод та ін.). В. М. Русанівський в згаданій праці до поширених українських префіксоїдів зарахував префіксоїди все- (всенародний, вселюдський, всемогутній, всепереможний), загально- (загальновизнаний, загальноармійський, загальновживаний, загальнозаводський), мало- (малоавторитетний, маловідомий, маловтішний, малоговіркий, малопомітний), навколо- (навколомісячний, навколопланетний, навколоосвітній, навколосерцевий), напів- (напіввовняний, напівкристалічний, напівглухий), пів- (півгнилий, півживий, півметровий), після- (післяопераційний, післяльодовиковий, післяполудневий), проти- (протигазовий, протигромадський, протидержавний, протиепідемічний). Існує думка, що власне українські префіксоїди нечисленні. Це потребує уточнення, оскільки "Інверсійний словник української мови’’ нараховує понад 210 одиниць: високо-, військово-, вітро-, внутрішньо-, водо-, горе-, дерево-, дрібно-, західно-, звуко-, ліво-, лісо-, мало-, паро-, першо-, сніго-, срібло-, твердо- та ін. У «Граматиці української мови» виділено питомі префіксоїди як навколо-, першо-, після-, проти-. До питомих українських суфіксоїдів автори «Морфеміки української мови» зарахували -вод, -вар, -роб та інші, які представляють аргументи зі значенням діяча та знаряддя, пор.: коновод — той, хто розводить, вирощує коней, аналогічно звіровод, рибовод, свиновод; маслороб — той, хто виготовляє масло; аналогічно винороб; борошновоз — те, за допомогою чого перевозять борошно, аналогічно молоковоз та інші. У названій «Граматиці української мови» зафіксовано також суфіксоїди -дар (хлібодар, сонцедар), -знавець (мовознавець, сходознавець).
На сучасному етапі розвитку сучасної української літературної мови суфіксоїдні компоненти досліджувала Є. А. Карпіловська. Її наукові праці є важливим здобутком у вивченні суфіксоїдів сучасної української мови. Варто зауважити, що основну увагу авторка приділила дослідженню іншомовних суфіксоїдів, оскільки вони становлять більшу кількість, ніж питомі суфіксоїди. Слушною є думка дослідниці про те, що нові ресурси українського словотворення, які набувають активності, відповідають передусім на потребу в аспектуалізації нових і вже відомих понять. Є. А. Карпіловська зазначила, що нові основи-префіксоїди біля- (білявладний), довкола- (довколанауковий) не лише поповнили групу засобів для означення перебування поблизу когось, чогось, а й посилили оцінний (переважно негативний) заряд таких прикметників. На її думку, вони підтримали вже наявну в цій групі ресурсів тенденцію до семантико-функціональної диференціації засобів словотворення. До активних нових ресурсів дослідниця відносить і вже відомі основи у функції суфіксоїдів -структура (держструктура, бізнес-структура, медіа-структура), -простір (інтернет-простір, кінопростір, медіапростір), -залежний (інтернет-залежний, наркозалежний, політзалежний)